# Šveicarija
Šveicarija är en ort i Litauen. Den ligger i den centrala delen av landet, 80 km nordväst om huvudstaden Vilnius. Šveicarija ligger 76 meter över havet och antalet invånare är 848.
Terrängen runt Šveicarija är platt. Runt Šveicarija är det ganska glesbefolkat, med 40 invånare per kvadratkilometer. Närmaste större samhälle är Jonava, 4,9 km nordost om Šveicarija. Omgivningarna runt Šveicarija är en mosaik av jordbruksmark och naturlig växtlighet.